# 헤클러운트코흐
헤클러&코흐 유한책임회사(독일어: Heckler & Koch GmbH; H&K; HK 헤클러&코흐[ˈhɛklɐʔʊntˈkɔx] 게엠베하; 하카[*])는 화기를 제작하는 독일 무기 생산 회사이다.
독일이 제2차 세계대전에 패배하고, 마우저 공장은 프랑스군에 의해 폐쇄되었으며 공장의 모든 자료는 현장 프랑스 육군 지휘관의 명령으로 소각되었다. 1948년, 전직 마우저 기술자 에드문트 헤클러, 테오도르 코흐, 알렉스 사이델는 공장 소각 전에 몰래 숨겨서 빼내온 자료를 바탕으로 다시 기계를 설치해, 헤클러&코흐를 설립했다.
이 회사의 제품에는 MP5 기관단총, MP7 기관단총, G3 소총, G36 소총, HK416 소총, 헤클러운트코흐 범용 반자동권총 등이 있다. 헤클러&코흐 사는 제품의 정밀성, 내구성, 신뢰성, 정확성으로 유명하다. 헤클러&코흐 사에서 만들어진 화기들은 HK가 접두어로 붙지만, 독일군에 채택되는 시점에서는 독일군 내부 규정에 따라 명칭이 달라진다. 헤클러&코흐 사의 화기를 구매하는 다른 국가들은 대개 독일군이 붙인 제식명칭을 그대로 사용한다.